# Tityus bastosi
Espèce
Tityus bastosi est une espèce de scorpions de la famille des Buthidae.

## Distribution
Cette espèce se rencontre en Équateur, en Colombie, au Pérou et au Brésil en Amazonas.

## Étymologie
Cette espèce est nommée en l'honneur d'Eduardo Kunze Bastos.

## Publication originale
- Lourenço, 1984 : « Analyse taxonomique des scorpions du group Tityus clathratus Koch, 1845 (Scorpiones, Buthidae). » Bulletin du Muséum National d'Histoire Naturelle Section A Zoologie Biologie et Écologie Animales, sér. 4, vol. 6, no 2, p. 349-360 (texte intégral).